# Borda de Ferrer (Astell)
La Borda de Ferrer és una borda del terme municipal de la Torre de Cabdella, en el seu terme primigeni.
Està situada al nord-nord-oest del poble d'Astell, a mitjan barranc del Solà, al nord-est del Ban d'Astell i a ponent del Serrat de Sant Miquel.